# Assunzione di massa dei neolaureati in Giappone

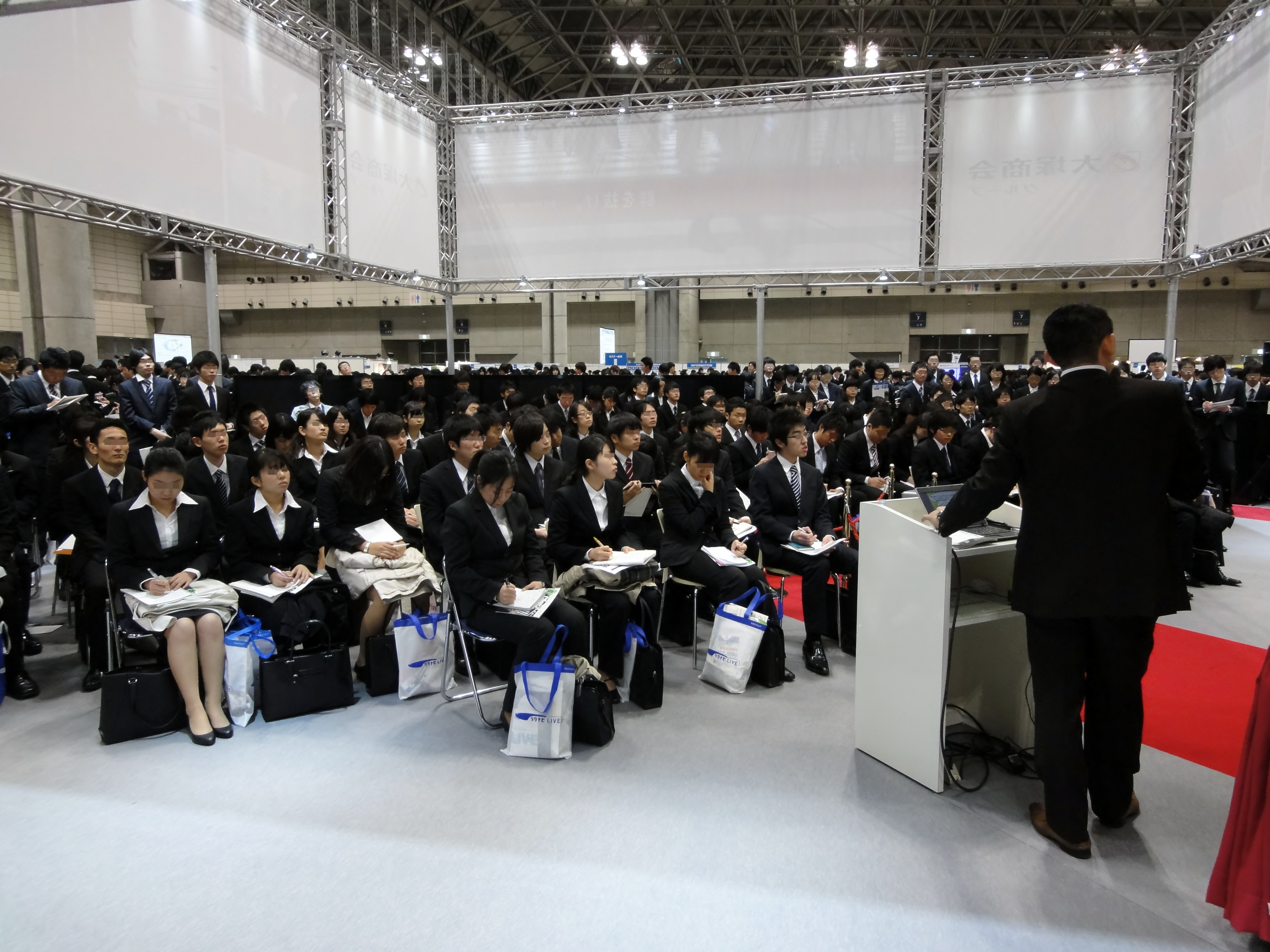
Seduta informativa per neolaureati in Giappone

L'assunzione di massa dei neolaureati in Giappone (新卒一括採用?, shinsotsu-ikkatsu-saiyō) è la consuetudine adottata dalle aziende giapponesi di assumere periodicamente e contemporaneamente i giovani che hanno appena conseguito una laurea, specialmente se ottenuta nelle università più prestigiose.

## Prassi di assunzione
In Giappone la maggior parte degli studenti inizia a cercare lavoro un anno prima della laurea o del diploma, alla ricerca delle cosiddette "offerte di lavoro informali" (内々定?, nainaitei), con la speranza che queste verranno tramutate in delle "offerte di lavoro formali" (内定?, naitei) sei mesi più tardi, assicurando loro un posto di lavoro al momento del conseguimento del diploma o della laurea. Gli studenti universitari giapponesi generalmente vanno alla ricerca di un lavoro una volta entrati nel terzo anno di studi. Il governo permette alle aziende di iniziare i colloqui per individuare i candidati più adatti a partire dal 1º aprile, all'inizio del quarto anno. Le offerte di lavoro vengono poi formalizzate a partire dal 1º aprile dell'anno successivo. A causa di ciò, ambire a una buona posizione senza fare parte di questo processo o in qualsiasi altro periodo dell'anno, o più tardi nella vita, è estremamente difficile.

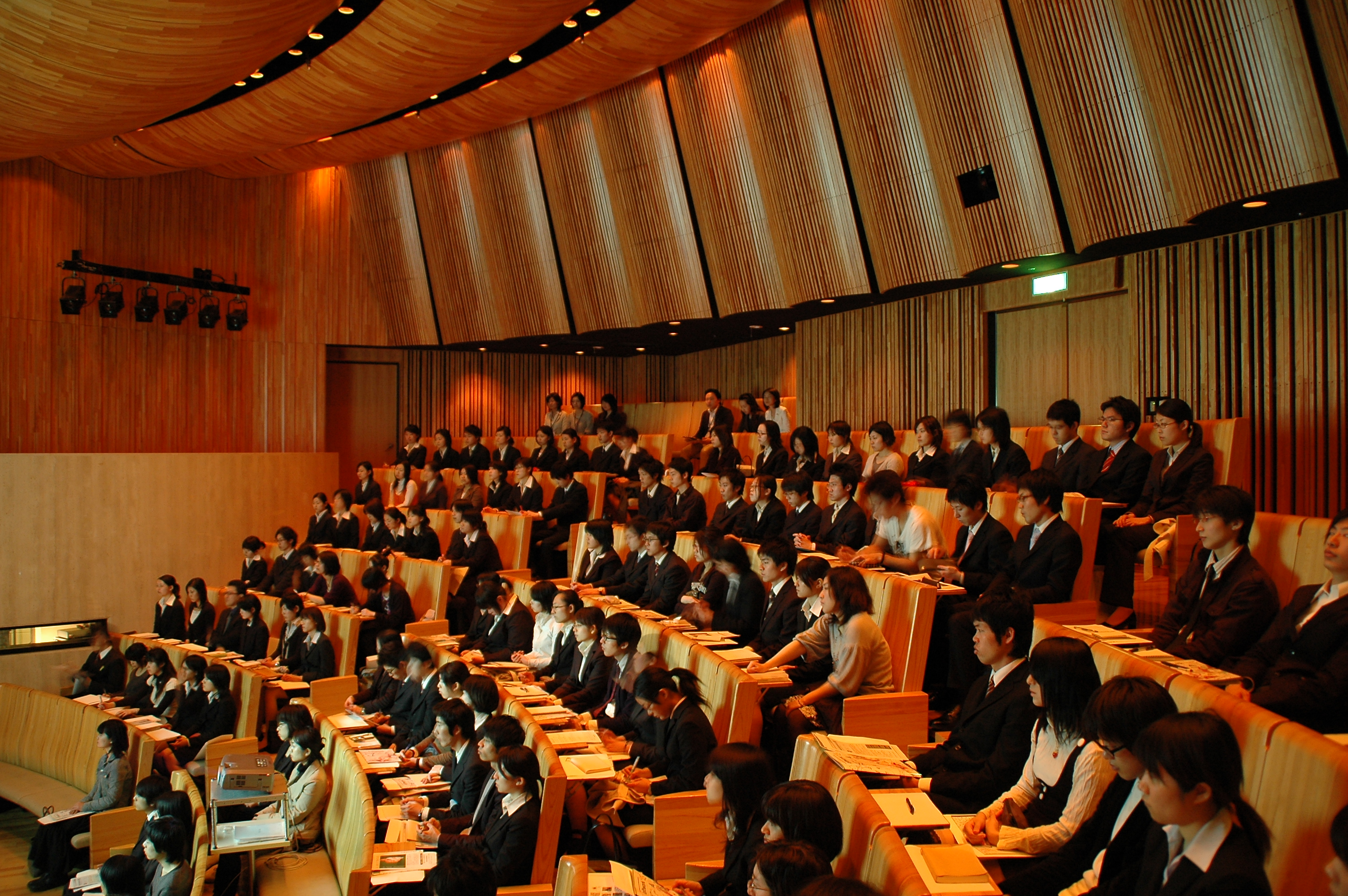
Le grandi aziende giapponesi tengono colloqui di orientamento solo per gli studenti delle università più prestigiose

Dal momento che le aziende preferiscono assumere i neolaureati, gli studenti che falliscono nell'ottenere un posto di lavoro e che rimangono quindi disoccupati spesso scelgono di continuare gli studi per un altro anno. Secondo un sondaggio riferito al 2014, quasi l'80% dei neolaureati in cerca lavoro aveva difficoltà a ottenere un posto di lavoro. Questo va in contrasto con l'usanza delle grandi compagnie giapponesi di assumere i nuovi impiegati prendendo in considerazione la loro formazione scolastica e universitaria (学歴?, gakureki). Il prestigio delle università e delle scuole superiori che uno studente frequenta ha un effetto marcato sulle possibilità di trovare un lavoro ambito una volta raggiunta l'età adulta. Le grandi aziende, in particolare, preferiscono assumere nuovi laureati usciti dalle università più prestigiose "in massa" per sostituire i lavoratori che vanno in pensione e far guadagnare loro esperienza direttamente sul posto di lavoro, e il numero può variare notevolmente da un anno all'altro. Le aziende possono offrire altri posti di lavoro in seguito, ma coloro che non sono riusciti a rientrare nel ciclo di assunzioni annuale avranno poche possibilità di guadagnarsi una posizione lavorativa rispettabile, perché saranno scavalcati nelle gerarchie dai neolaureati.

## Critiche
Questa pratica è vista come causa di diversi problemi sociali e contribuisce a produrre un gran numero di freeter e neet nel Giappone moderno. Gli studenti che non prendono una decisione circa il loro futuro prima del conseguimento della laurea devono poi spesso affrontare grandi difficoltà alla ricerca di un posto di lavoro, in quanto la maggior parte delle aziende giapponesi preferisce assumere gli studenti in programma di laurearsi in primavera. Migliaia di giovani giapponesi sono così costretti a ripiegare nella continuazione degli studi, in lavori part-time, o a fare affidamento sulle indennità di disoccupazione, invece di partecipare pienamente all'economia nazionale.
Secondo alcuni esperti, come per esempio il professore Mitsuru Wakabayashi dell'Università di Nagoya, questo sistema, unito al concetto dello shūshin koyō (終身雇用? "lavoro a vita"), produce mercati chiusi di lavoro dove la ricollocazione professionale è problematica, e gli impiegati tendono a obbedire a qualsiasi richiesta irragionevole da parte delle loro aziende pur di non essere licenziati. Secondo Yuki Honda, dell'Università di Tokyo, tale pratica contribuisce ad aumentare la pressione sui giovani giapponesi, che vedono la scelta del lavoro post-laurea come decisiva per il prosieguo della loro vita. Un sondaggio riferito al 2013 stimava che uno studente universitario su cinque pensa al suicidio durante tale processo. Secondo uno studio del 2019, un neolaureato su tre prende invece in considerazione di cambiare lavoro nei primi cinque anni.
Lo psicologo Ken Mogi sottolinea inoltre che limitare le opportunità di lavoro potrebbe portare a una violazione dei diritti umani in quanto le aziende giapponesi sono restie nell'assumere personale competente al di fuori di questo sistema.